# Flugzeugfriedhof

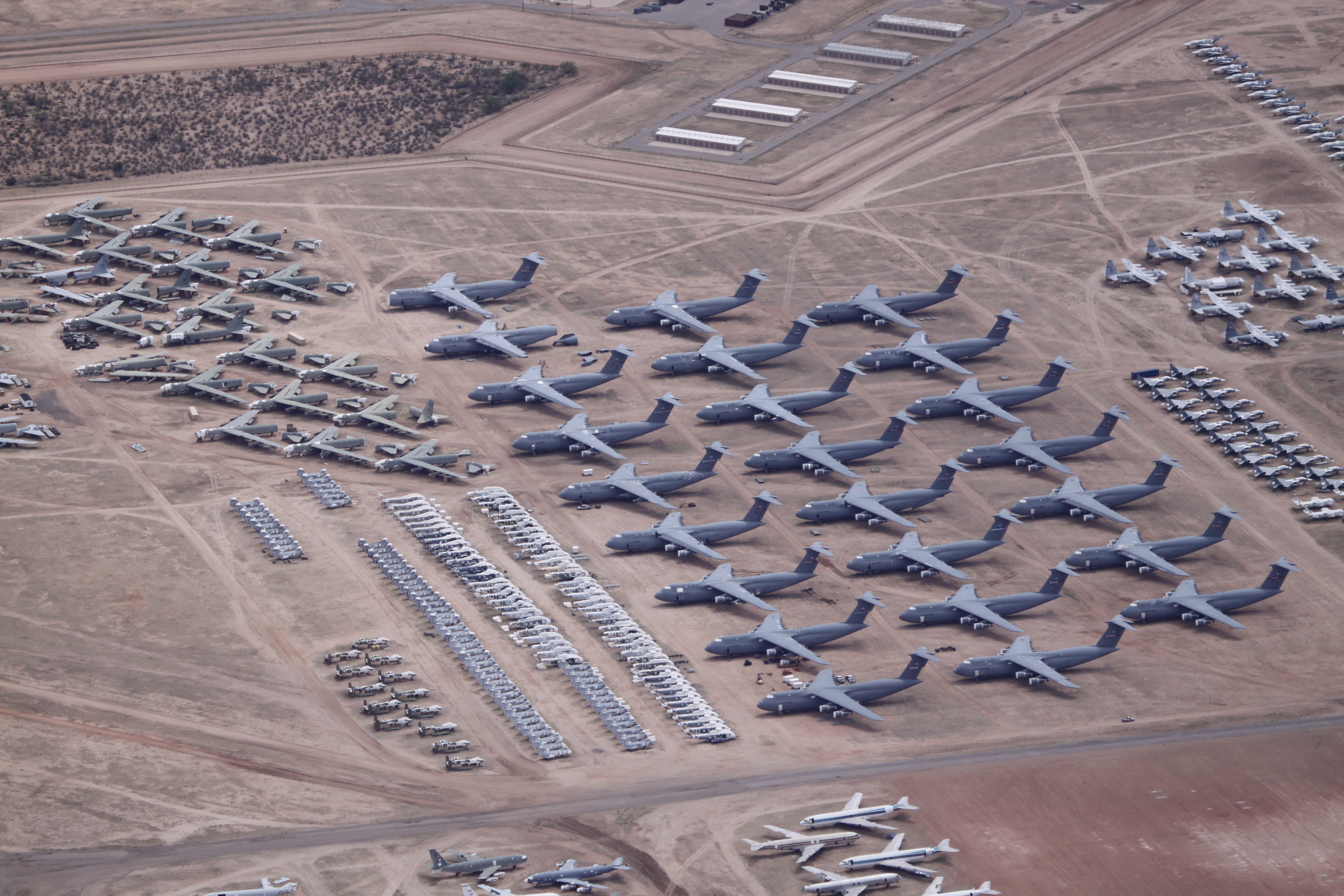
309th AMARG in Tucson, Arizona

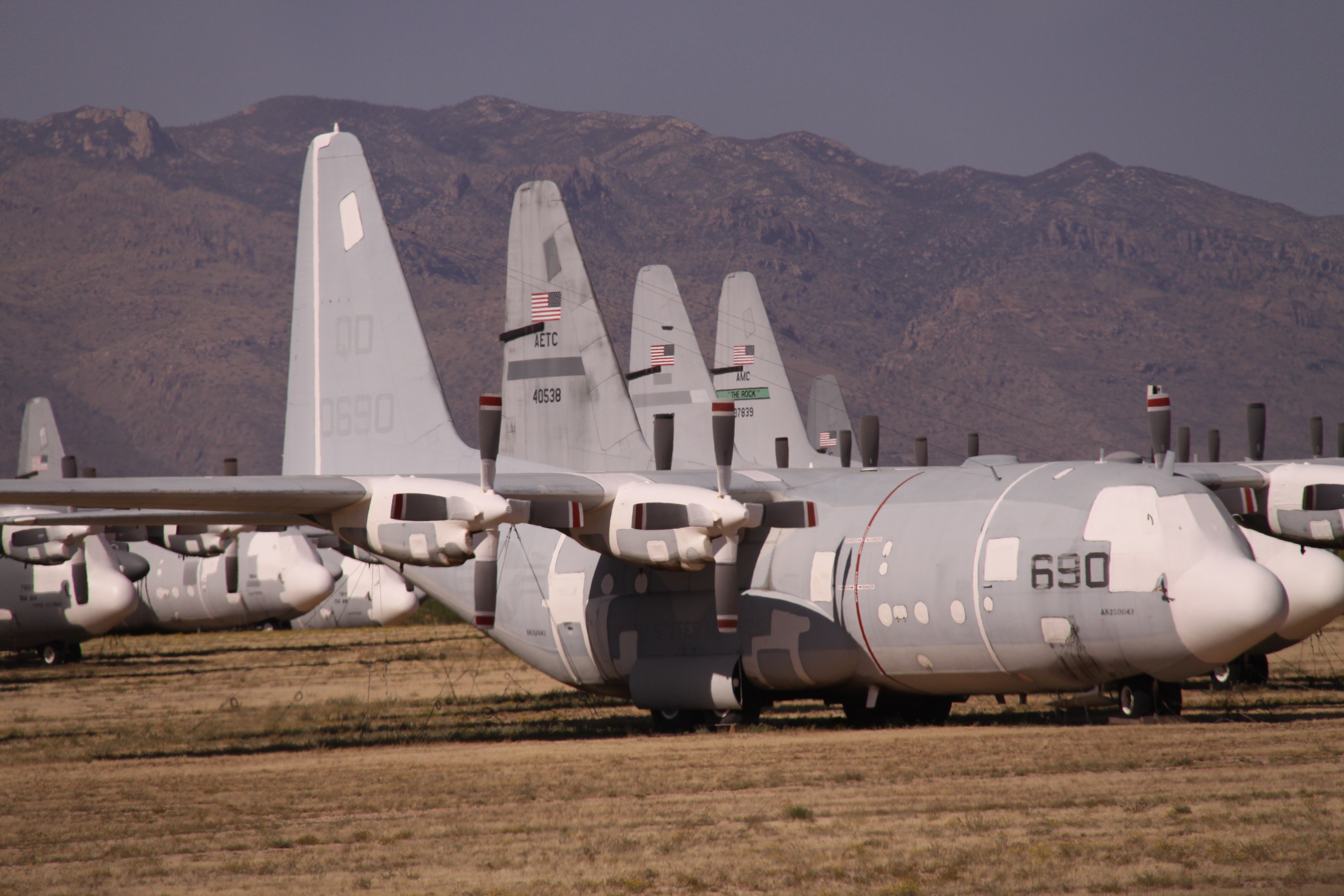
Vorübergehend konservierte Lockheed Hercules, 309th AMARG

Als Flugzeugfriedhof werden Flächen (meist Flugplätze) bezeichnet, auf denen Flugzeuge entweder während vorübergehender Nicht-Verwendung abgestellt oder aber ausgeschlachtet und verwertet werden.

## Zweck
Das Militär benutzt Flugzeugfriedhöfe, um einerseits eine gewisse „Reserve“ an alten, aber flugfähigen Maschinen zu erhalten, und andererseits – bei Abrüstung oder Modernisierungen – begrenzte Verwertungskapazitäten langfristig auszulasten. Auch schwankende Preise (z. B. für Aluminium) spielen hier mitunter eine Rolle. 
Zivile Fluggesellschaften stellen ihre Maschinen (z. B. während der Luftfahrtkrise nach dem 11. September oder der weltweiten Corona-Pandemie) manchmal vorübergehend ab; die Bezeichnung „Friedhof“ ist dann irreführend. Das Abstellen auf Flugzeugfriedhöfen ist um ein Vielfaches günstiger als die Parkgebühren auf regulären Verkehrsflughäfen.

## Anforderungen

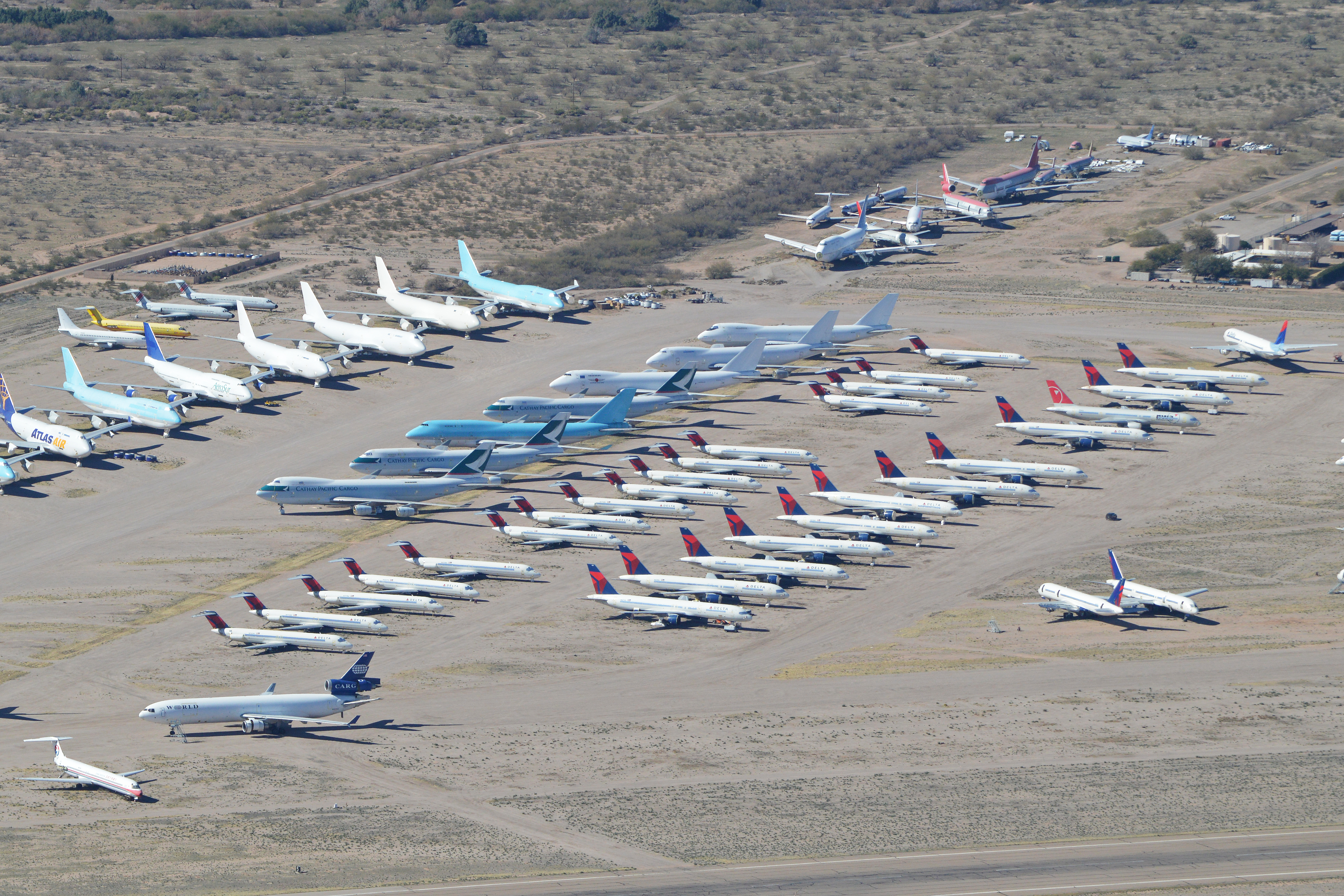
Flugzeuge in unterschiedlichem Stilllegungszustand, Pinal/Marana (Arizona) 2014

Folgende Anforderungen sollten Flugzeugfriedhöfe für eine effektive Einlagerung erfüllen:
- viel Platz, das heißt billiges Gelände
- Schutz gegen Diebstahl und Vandalismus durch räumliche Abgeschiedenheit und einfache Bewachung
- ein harter, natürlicher Untergrund, der Bewegungen von Flugzeugen ohne künstliche Flächenversiegelung (z. B. Asphaltierung) erlaubt
- warmes und trockenes Klima, um Korrosions- und Wasserschäden zu vermeiden
- eine stabile politische Umgebung (keine Kriegs- oder Unruhegefahr).

Diese Voraussetzungen sind beispielsweise in den Wüstengebieten im Südwesten der USA ideal erfüllt.

## Infrastruktur
Die Infrastruktur ergibt sich aus der jeweiligen Verwendung (Zwischenlager oder Abwrackplatz):
- Umzäunung und Bewachung
- Zugmaschinen (zum Beispiel Flugzeugschlepper, Traktoren)
- Vorrichtungen zum Be- bzw. Enttanken
- Werkstätten beziehungsweise Abwrackbetriebe
- Landverkehrsanbindung.

## Aktivitäten

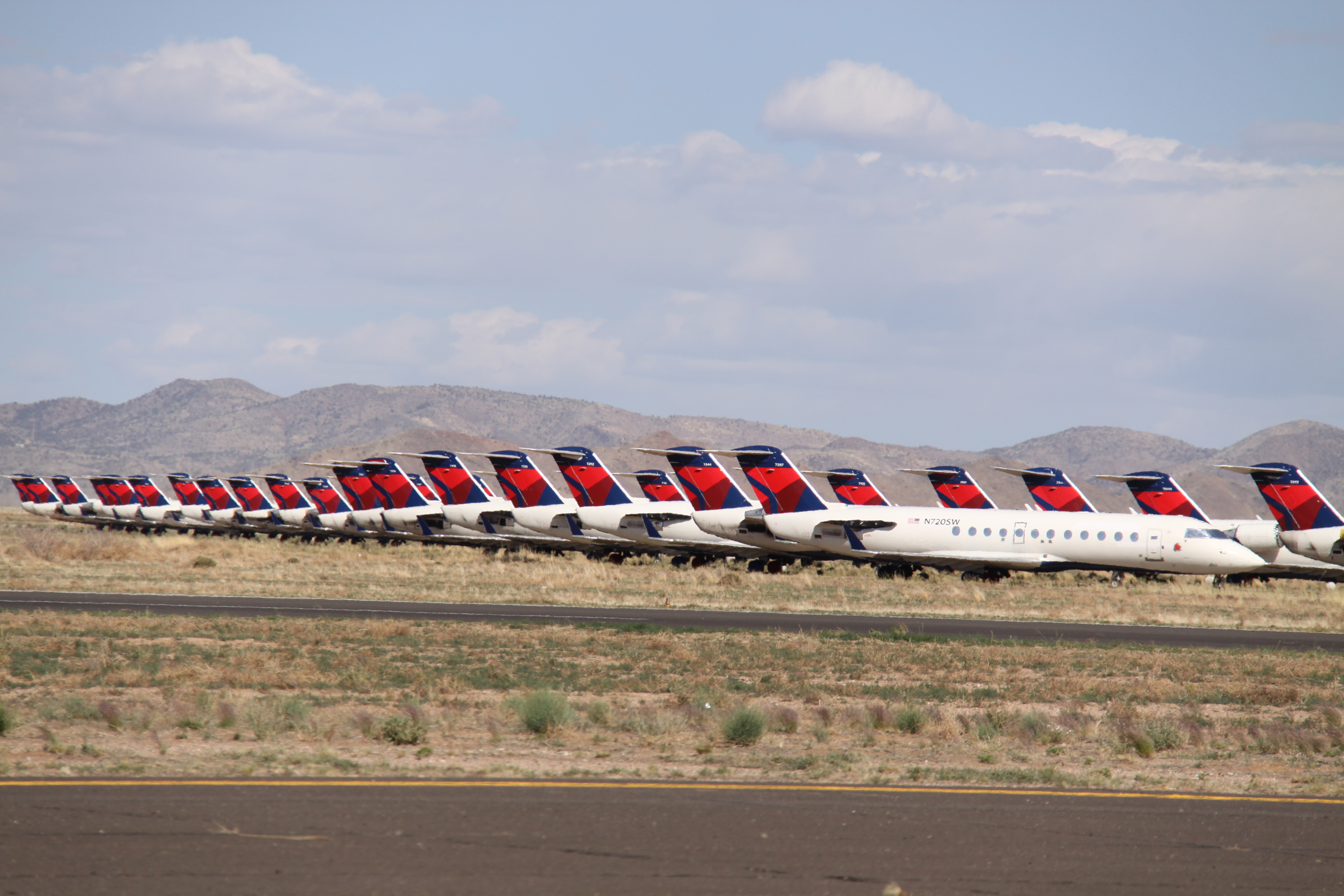
Dutzende stillgelegter Canadair Regional Jets, Kingman (Arizona) 2013

Die Aktivitäten auf Flugzeugfriedhöfen umfassen – neben der reinen Aufbewahrung und Bewachung – vier Bereiche:

### Außerbetriebsetzung
Bei der Außerbetriebsetzung sind Maßnahmen zur Konservierung und zur Vermeidung von Umweltschäden zu treffen. Fluggesellschaften veröffentlichen die Stilllegung von Maschinen ungern, da dies Rückschlüsse auf die aktuelle Marktlage des Unternehmens zulässt. Daher werden manchmal die Logos und Schriftzüge von abgestellten Maschinen unkenntlich gemacht. Um ein Ausbleichen der Sitzbezüge durch die Sonneneinstrahlung zu vermeiden, werden die Fenster abgeklebt. Die Treibstofftanks werden entleert und Hilfsstoffe wie Schmieröl, Hydrauliköl und Batterien entfernt. Eventuell wird die Maschine auch aufgebockt. Schließlich werden sämtliche Öffnungen (inklusive Triebwerke) verschlossen.
Eventuell können auch Maßnahmen gegen Schädlinge wie Insekten oder Nagetiere getroffen werden.

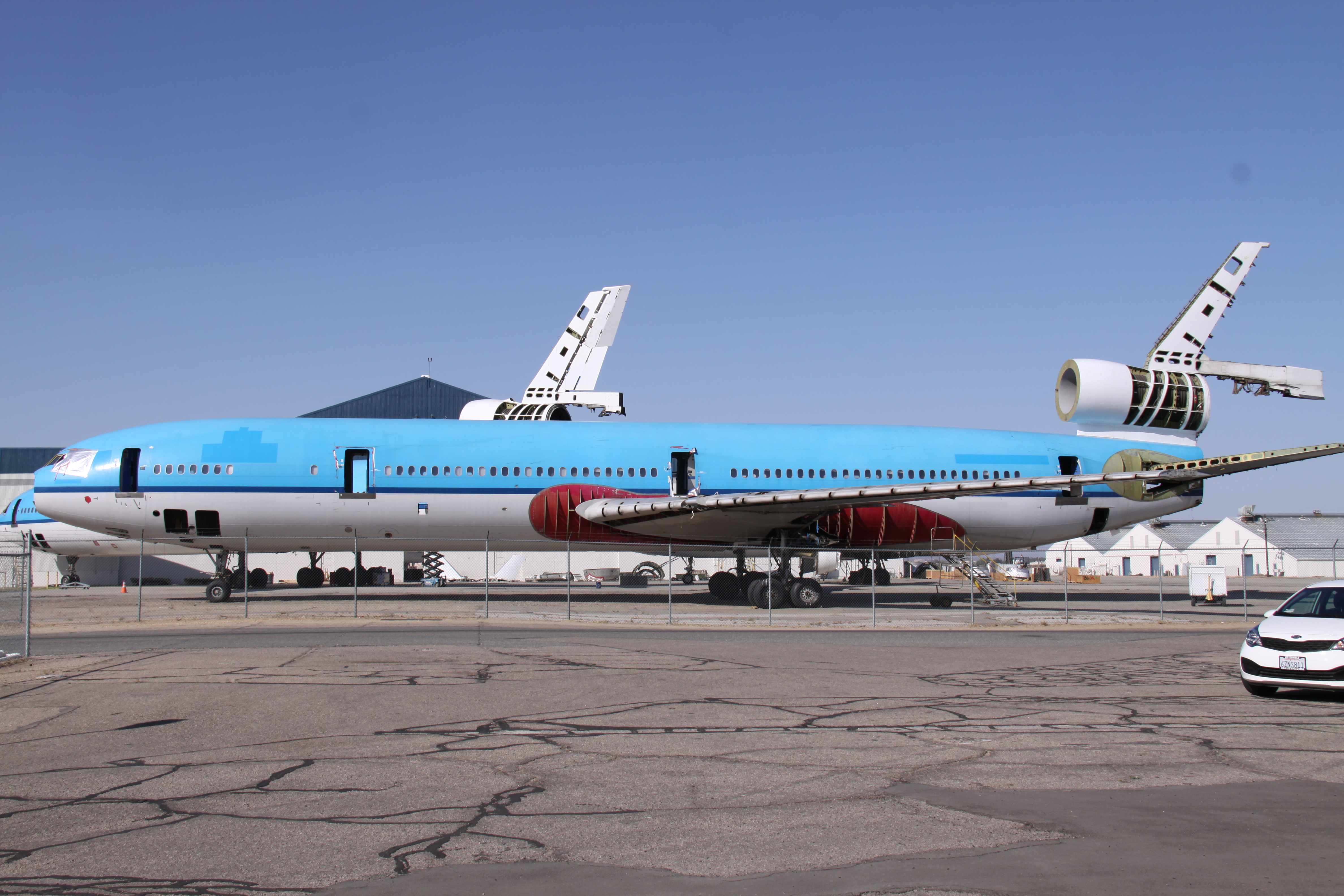
Eine McDonnell Douglas MD-11 der KLM, Victorville 2013

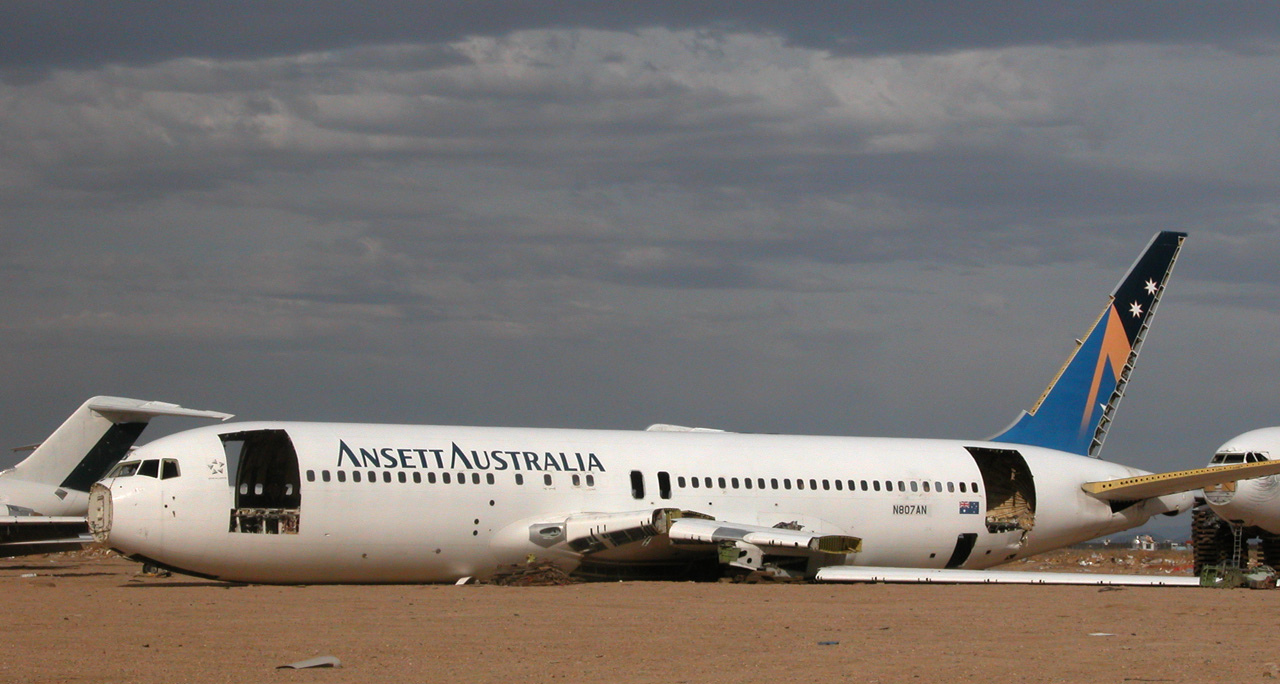
Eine ausgeschlachtete Boeing 767-200 der ehemaligen Ansett Australia, Mojave Air & Space Port

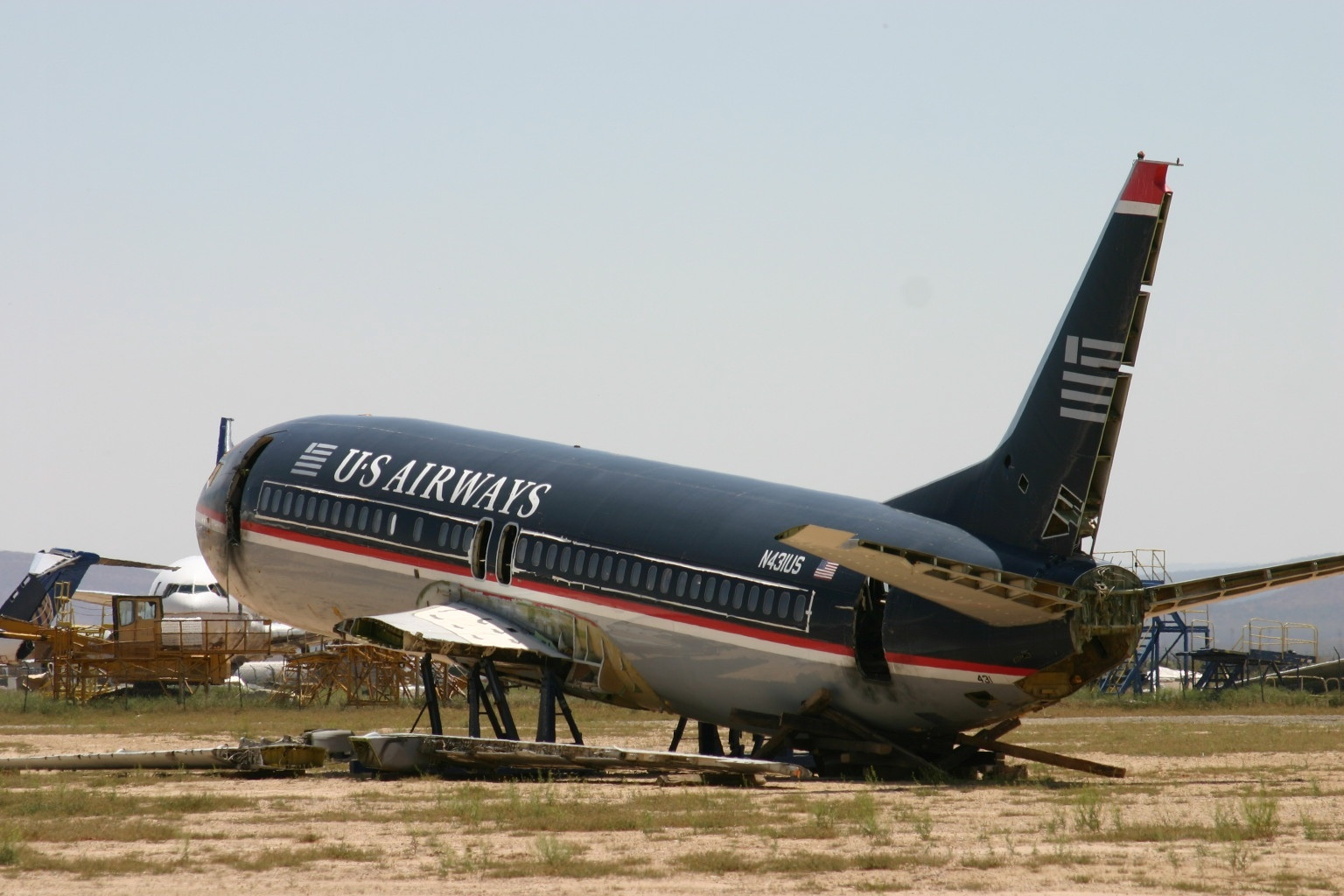
Eine Boeing 737 der US Airways, Mojave 2012

### Wiederinbetriebnahme
Hierbei müssen ausgefallene Wartungskontrollen und Sicherheitschecks nachgeholt werden, die Maßnahmen der Außerbetriebsetzung rückgängig gemacht und gegebenenfalls weitere Alterungseffekte ausgeglichen werden:
- Betanken
- Ausstatten mit Hilfsstoffen (Hydrauliköl, Wasser, Batterien etc.)
- Fahrwerkscheck, Aufpumpen oder ggf. Wechsel der Reifen
- Reinigung und Entfernen sämtlicher Versiegelungen
- dokumentierte Tests sämtlicher sicherheitsrelevanter Systeme, ggf. Tausch „abgelaufener“ Komponenten wie Verbandkästen
- ggf. Anpassung an einen neuen Besitzer (Tausch von Sitzen und Bordküchen, Bemalung usw.)

### Verwertung
Brauchbare Bauteile werden ausgebaut und weiterverkauft, Rohstoffe werden sortiert und der Wiederverwertung zugeführt; bei Flugzeugen sind dies vor allem große Mengen Aluminium.

### Entsorgung
Nicht mehr verwertbare Bestandteile werden gemäß den lokalen Regelungen – oder den Umweltschutzanforderungen des Kunden – entsorgt. Ein Recycling der Verbundwerkstoffe mit Kohlenstofffasern ist mit Stand von 2024 noch nicht möglich.

## Beispiele
In der folgenden Liste ist die Mehrzahl der größten Flugzeugfriedhöfe aufgeführt.
- Flugplatz Bruntingthorpe, England
- Flughafen Teruel, Spanien
- Phoenix Goodyear Airport, Arizona, USA
- Flugplatz Kingman, Arizona, USA
- Pinal Airpark, Arizona; früher Marana Airfield
- Mojave Air & Space Port, Kalifornien, USA
- Flughafen Roswell, USA
- 309th Aerospace Maintenance and Regeneration Group (AMARG, früher: MASDC, AMARC) Tucson, Arizona, USA
- George Air Force Base, Victorville, Kalifornien, USA